# Завещание Ленина (телесериал)
«Завеща́ние Ле́нина» — российский двенадцатисерийный драматический телесериал 2007 года.
Сериал посвящается столетию со дня рождения Варлама Шаламова. Автор автобиографических «Колымских рассказов» Варлам Шаламов провёл 17 лет в вишерских и колымских лагерях, куда он попал за распространение письма Владимира Ильича Ленина Съезду партии с критикой Сталина. Впоследствии именно это письмо и назвали «Завещанием Ленина». Сталинский режим карает молодого коммуниста и он надолго оказывается в магаданском лагере.

## В ролях
| Актёр              | Роль                                                             |
| ------------------ | ---------------------------------------------------------------- |
| Владимир Капустин  | Варлам Шаламов в зрелые годы                                     |
| Игорь Класс        | Варлам Шаламов в старости                                        |
| Елена Лядова       | Галина Коваль жена Шаламова                                      |
| Елена Руфанова     | Елена Павловна Северская сотрудник журнала «Юность»              |
| Инга Оболдина      | Зоя Александровна Вершина из общества «Книголюб»                 |
| Александр Трофимов | Тихон Шаламов отец Шаламова                                      |
| Ирина Муравьёва    | Надежда Александровна мать Шаламова                              |
| Михаил Крылов      | Николай Зотов однокурсник Шаламова                               |
| Алиса Хазанова     | Молния (Сара Менделевна Гезенцвей) однокурсница Шаламова         |
| Тимофей Трибунцев  | Громобой (Арон Маркович Мильман) однокурсник Шаламова            |
| Марк Наассан       | Варлам Шаламов в детстве                                         |
| Данила Козловский  | Сергей Шаламов старший брат Шаламова (озвучивает Сергей Бурунов) |
| Надежда Аникеева   | Наталья Шаламова старшая сестра Шаламова                         |
| Анна Рудь          | Ася Коваль сестра Галины                                         |
| Максим Гудков      | Борис Коваль                                                     |
| Владимир Конкин    | Юрий Николаевич Амелин секретарь Союза Писателей                 |
| Виктор Бегунов     | Эдуард Петрович Берзин                                           |
| Эдуард Федашко     | Иван Гаврилович Филиппов начальник лагеря                        |
| Алексей Шевченков  | зек Хренов                                                       |
| Сергей Кагаков     | зек Скоросеев                                                    |
| Валерий Золотухин  | Пантюхов доктор-зек                                              |
| Валерий Жуков      | Утробин лагерный доктор                                          |
| Ирина Розанова     | Зоя Ивановна Усова жена зека                                     |
| Сергей Баталов     | зек Актаев («Берды»)                                             |
| Александр Яценко   | зек Гудаев                                                       |
| Юрий Шерстнёв      | зек столяр-лингвист                                              |
| Юрис Горнавс       | Адам Иванович Фризоргер зек-пастор                               |
| Юрий Степанов      |                                                                  |
| Роман Мадянов      | Евсей Антонович пристав                                          |
| Феликс Антипов     | Игнатий Корнилиевич                                              |
| Виктор Евграфов    | Драбкин полковник госбезопасности, начальник УСВИТЛ              |
| Владимир Шульга    | Александр Георгиевич Андреев председатель Общества политкаторжан |
| Александр Коршунов | Бондаренко Иван Петрович начальник Аркагалинского прииска        |
| Клавдия Коршунова  | Лида зечка                                                       |
| Сергей Петров      | декан факультета советского права МГУ                            |
| Сергей Заботин     | прихожанин                                                       |
| Елена Королёва     | Наталья прихожанка                                               |
| Алексей Ошурков    | юродивый                                                         |
| Пётр Меркурьев     | преподаватель                                                    |
| Ёла Санько         | преподаватель МГУ                                                |
| Максим Литовченко  | шофёр                                                            |
| Виктор Цымбал      | Караев главный инженер                                           |
| Наталья Савченко   | соседка                                                          |
| Грегори-Саид Багов | сотрудник журнала «Юность»                                       |

## Критика
После просмотра к создателям фильма обратились родственники политзаключённого И. Хренова (друга Маяковского), опознанного ими в одном из персонажей, с жалобой на недостоверность образа и приписывание фактов, противоречащих действительной его биографии. В ответ на критику автор сценария Ю. Арабов написал, что отрицательный персонаж фильма — это выдаваемый лагерными властями за реального Хренова другой человек, однако родственники не приняли его точку зрения.

## Награды
- 2007 — премия «Золотой орёл» в категории «Лучший телевизионный сериал (более 10 серий)»